# Stene Point
Der Stene Point ist eine Landspitze an der Südküste von Coronation Island im Archipel der Südlichen Orkneyinseln. Sie liegt 2,5 km westlich des Kap Vik.
Vermessungen nahmen 1933 Wissenschaftler der britischen Discovery Investigations und zwischen 1948 und 1949 Mitarbeiter des Falkland Islands Dependencies Survey vor. Das UK Antarctic Place-Names Committee benannte die Landspitze 1955 nach Karl O. Stene (1875–unbekannt), Kapitän des Walfangfabrikschiffs D/S Normanna aus dem norwegischen Sandefjord, das zwischen 1912 und 1913 in den Gewässern um die Südlichen Orkneyinseln operiert hatte.